# Cyrtophora larinioides
Cyrtophora larinioides är en spindelart som beskrevs av Simon 1895. Cyrtophora larinioides ingår i släktet Cyrtophora och familjen hjulspindlar.
Artens utbredningsområde är Kamerun. Inga underarter finns listade i Catalogue of Life.